# Captain Morgan
Captain Morgan es una de las marcas de ron producida por la empresa Diageo. Recibe este nombre por el corsario del Caribe del siglo XVII originario de Gales Henry Morgan. El eslogan de Captain Morgan es: "¿Hay un pequeño capitán en ti?" («Got a little Captain in You?»).

## Historia
En 1945, la sociedad Seagram inició la producción de ron con el nombre de The Captain Morgan Rum Company. El administrador delegado de la compañía Seagram, Samuel Bronfman, adquirió la destilería Long Pond del gobierno de Jamaica. El mayor comprador de ron de la destilería era una farmacia de Kingston llamada Levy Brothers, la cual añadía hierbas medicinales y especias, lo envejecía y lo embotellaba. Bronfman aprovechó esa idea y empezó a comercializarlo él también.
En la década de 1950 el gobierno de Estados Unidos y el de Puerto Rico pactaron una serie de incentivos para crear puestos de trabajo en la isla caribeña. La tasa de ron que entraba en Estados Unidos producida en Puerto Rico era muy grande, y esto hizo que la sociedad Seagram se trasladara a San Juan, capital de Puerto Rico.
El ron Captain Morgan es, por volumen, la segunda marca de alcohol en los Estados Unidos y la séptima más grande de todo el mundo. En 2007, 7.6 millones de cajas de 9 litros fueron vendidas. La mayoría de ron Captain Morgan se vende en El Quinti, Estados Unidos, Canadá, Reino Unido, Sudáfrica y en tiendas libres de impuestos.

## Variedades
- Jamaica Rum - un ron oscuro producido en Jamaica.
- Original Spiced - un ron envejecido con aromas de fruta, especias y vainilla.
- Parrot Bay - un ron blanco aromatizado con diversos tipos de frutas: coco, mango, piña y maracuyá.
- Private Stock - un ron oscuro, con cuerpo y especiado.
- Silver Spiced - un ron envejecido durante otro año más en barrica con un sabor redondo y con aroma de vainilla.
- Tattoo - un ron muy oscuro con aroma de frutas y especias.
- Loco Nut - ron de coco, producido en Norwalk CT. Porcentaje de alcohol 20%, disponible en USA y limitadamente en algunos países en Europa.
- Cannon Blast - La primera botella, ron color oscuro, sabor cítrico, producido en Norwalk CT. Porcentaje de alcohol 35%, disponible en USA.
- Jack O' Blast - ron de calabaza, lanzado para conmemorar el "Día de Halloween" en USA, Edición Limitada, porcentaje de alcohol 30%, disponible en USA y Europa.
- Apple Smash - ron de manzana verde, el lanzamiento más reciente al mercado (julio 2018), color verde ácido, porcentaje de alcohol 30%, disponible en USA, Europa y algunas ciudades de México.
- White Rum - ron claro, destilado 5 veces, el único de la marca que no posee especias, porcentaje de alcohol 40%, disponible en USA y Europa.
- Black Spiced Rum - Existen 2 versiones, una producida en Norwalk CT, color negro, porcentaje de alcohol 47.3%, y la segunda versión, producida en Royal Park, Londres, porcentaje de alcohol 40%, disponibles en sus respectivas áreas.
- Watermelon Smash - ron de sandía, de las series de la "bala de cañón", color rosado, Edición Limitada, porcentaje de alcohol 25%, disponible en USA.
- Deluxe 1680 - ron oscuro, producido con rones canadienses, producido en Captain Morgan Canadá, porcentaje de alcohol 40%, disponible solamente en Canadá y Japón.
- Original Spiced Gold - ron color oro, con sabor fuerte a vainilla, producido en Royal Park, Londres, porcentaje de alcohol 35%, disponible en Europa.
- Fire Ship - ron con una fuerte nota de canela, vainilla y jengibre, esta versión ya descontinuada, producida en Royal Park, Londres, porcentaje de alcohol 33%, disponible en Europa.
- 100 Proof Spiced Rum - ron oscuro, el ron más fuerte de Capitán Morgan, porcentaje de alcohol 50%, disponible en USA.
- Sherry Oak Finished - ron añejado en barriles de Jerez, Edición Limitada, porcentaje de alcohol 35%, notas frutales, disponible en USA.
- 1671 Spiced Rum - ron oscuro, conmemorativo, notas de café y vainilla, porcentaje de alcohol 35%, disponible en USA y Europa.